# Campionatul European de Fotbal 2024
Campionatul European de Fotbal UEFA 2024, denumit în mod obișnuit ca UEFA Euro 2024 sau pe scurt Euro 2024, a fost cea de-a șaptesprezecea ediție a Campionatului European UEFA, campionatul internațional cvadrienal de fotbal organizat de UEFA pentru echipele naționale masculine europene ale federațiilor sale membre. Evenimentul a fost găzduit de Germania, care a avut loc între 14 iunie și 14 iulie 2024. Turneul a inclus 24 de echipe, Georgia fiind singura echipă care și-a făcut debutul în faza grupelor Campionatului European. 
A fost pentru a treia oară când meciurile Campionatului European s-au disputat pe teritoriu german și a doua oară în Germania reunificată, deoarece Germania de Vest a găzduit ediția din 1988, iar patru meciuri din cadrul turneului multinațional 2020 s-au disputat la München. A fost pentru prima dată când competiția s-a desfășurat în ceea ce a fost Germania de Est, cu Leipzig ca oraș gazdă, precum și pentru prima dată când Germania reunificată a servit ca națiune gazdă singură. Turneul a revenit la ciclul său obișnuit de patru ani, după ce ediția din 2020 a fost amânată pentru 2021 din cauza pandemiei de COVID-19.
Spania a câștigat turneul după ce a învins-o în finală pe Anglia cu scorul de 2-1. Spania și-a adjudecat astfel al patrulea trofeu al Campionatului European din palmares, devenind echipa cu cele mai multe Campionate Europene câștigate. Spania va concura ulterior în Cupa Campionilor CONMEBOL-UEFA din 2025 împotriva câștigătoarei Copa América 2024. Italia a fost campioana în exercițiu, după ce a câștigat turneul din 2020 în fața Angliei la lovituri de departajare în finală, dar a fost eliminată în optimile de finală  de către Elveția.
După ce a jucat în meciul de deschidere al Spaniei împotriva Croației, atacantul Lamine Yamal a devenit cel mai tânăr jucător care a participat la un Campionat European, la vârsta de 16 ani și 338 de zile. În aceeași zi, mijlocașul albanez Nedim Bajrami⁠(d) a marcat cel mai rapid gol din istoria Campionatului European, înscriind împotriva Italiei după doar 23 de secunde de joc. De asemenea, fundașul portughez Pepe a devenit cel mai vârstnic jucător după ce a evoluat în sferturile de finală împotriva Franței la vârsta de 41 de ani și 130 de zile. Pentru prima dată de la extinderea numărului de echipe în ediția din 1980, nu a fost marcat niciun gol direct din lovitură liberă.

## Selecția gazdei

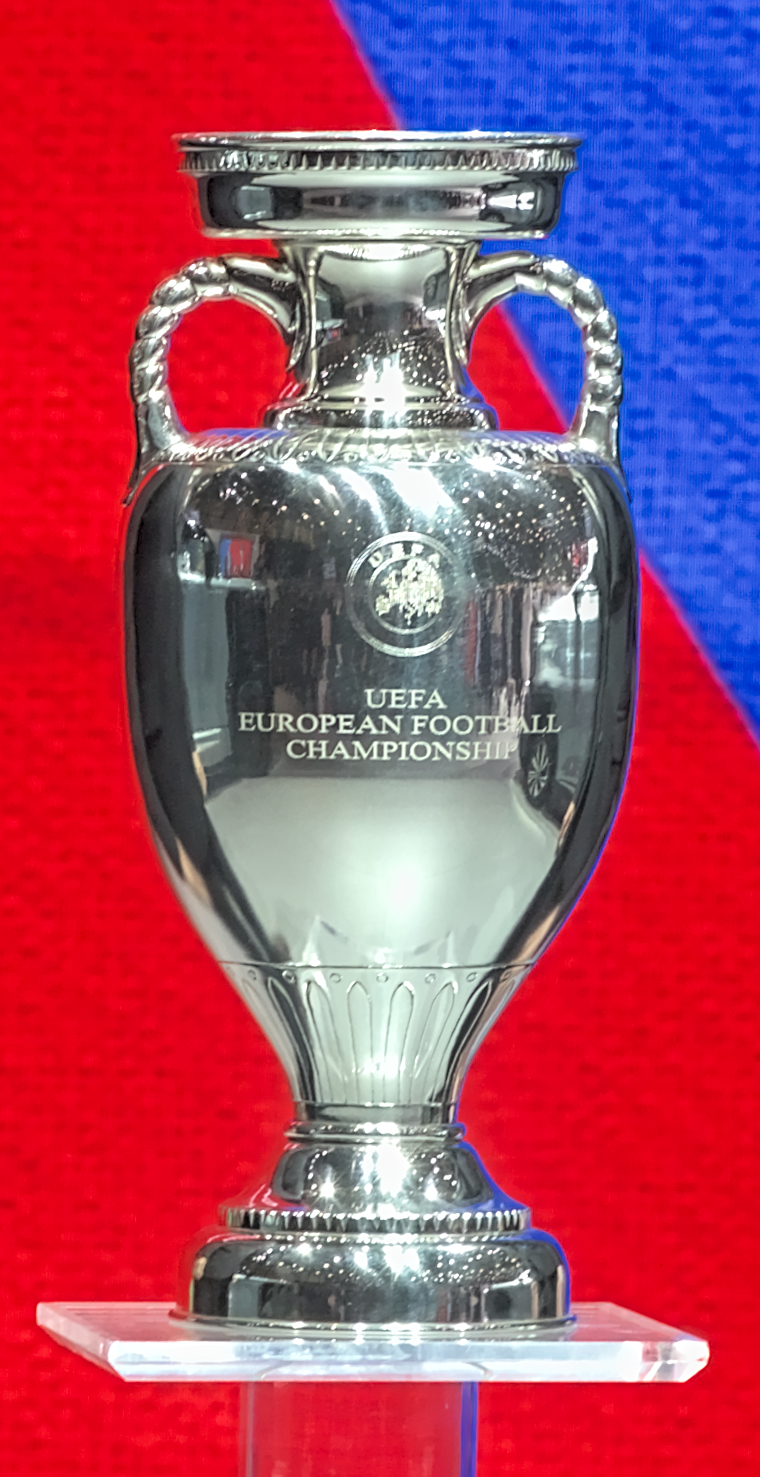
Trofeul campionatului - Cupa Henri Delaunay

La 8 martie 2017, UEFA a anunțat că doar două țări, Germania și Turcia, și-au anunțat intenția de a găzdui turneul înainte de termenul limită de 3 martie 2017.
Organizatoarea a fost selectată la 27 septembrie 2018 la Nyon, Elveția.
| Țară     | Voturi |
| -------- | ------ |
| Germania | 12     |
| Turcia   | 4      |
| Abțineri | 1      |
| Total    | 17     |

Comitetul Executiv al UEFA votează pentru gazda europeanului prin vot secret, fiind necesară doar o majoritate simplă pentru a determina gazda. În caz de egalitate, președintele UEFA ar da votul decisiv.

## Stadioane
Germania a avut o gamă largă de stadioane care au îndeplinit cerința de capacitate minimă a UEFA de 30.000 de locuri pentru meciurile Campionatului European.
Nouă stadioane au fost folosite și la Campionatul Mondial din 2006: Berlin, Dortmund, München, Köln, Stuttgart, Hamburg, Leipzig, Frankfurt pe Main și Gelsenkirchen.  Düsseldorf, care nu a fost folosit în 2006 dar a fost folosit data trecută la Campionatul Mondial din 1974 și la UEFA Euro 1988, a fost cel de al zecelea stadion folosit; invers, Hanovra, Nürnberg și Kaiserslautern, orașe gazdă în 2006, nu au fost utilizate pentru acest campionat.
Bremen (WeserStadion, 37.441), Mönchengladbach (Borussia-Park, 46.249), Hanovra (Niedersachsenstadion, 43.000), Nürnberg (Max-Morlock-Stadion, 41.000) și Kaiserslautern (Fritz-Walter-Stadion, 46.000) nu au fost selectate. Locurile au acoperit toate principalele regiuni ale Germaniei, dar zona cu cel mai mare număr de locuri la UEFA Euro 2024 a fost Regiunea metropolitană Rin-Ruhr din statul Renania de Nord-Westfalia, cu 4 din cele 10 orașe gazdă (Dortmund, Düsseldorf, Gelsenkirchen și Köln) acolo.
| Berlin             | München                                                                                  | Dortmund                                                                                 | Gelsenkirchen      |
| ------------------ | ---------------------------------------------------------------------------------------- | ---------------------------------------------------------------------------------------- | ------------------ |
| Stadionul Olimpic  | München Fußball Arena                                                                    | BVB Stadion Dortmund                                                                     | Arena AufSchalke   |
| Capacitate: 74.461 | Capacitate: 70.076                                                                       | Capacitate: 65.849                                                                       | Capacitate: 54.740 |
|                    |                                                                                          |                                                                                          |                    |
| Stuttgart          | BerlinMünchenDortmundGelsenkirchenStuttgartHamburgDüsseldorfKölnFrankfurt pe MainLeipzig | BerlinMünchenDortmundGelsenkirchenStuttgartHamburgDüsseldorfKölnFrankfurt pe MainLeipzig | Hamburg            |
| Stuttgart Arena    | BerlinMünchenDortmundGelsenkirchenStuttgartHamburgDüsseldorfKölnFrankfurt pe MainLeipzig | BerlinMünchenDortmundGelsenkirchenStuttgartHamburgDüsseldorfKölnFrankfurt pe MainLeipzig | Volksparkstadion   |
| Capacitate: 54.697 | BerlinMünchenDortmundGelsenkirchenStuttgartHamburgDüsseldorfKölnFrankfurt pe MainLeipzig | BerlinMünchenDortmundGelsenkirchenStuttgartHamburgDüsseldorfKölnFrankfurt pe MainLeipzig | Capacitate: 52.245 |
|                    | BerlinMünchenDortmundGelsenkirchenStuttgartHamburgDüsseldorfKölnFrankfurt pe MainLeipzig | BerlinMünchenDortmundGelsenkirchenStuttgartHamburgDüsseldorfKölnFrankfurt pe MainLeipzig |                    |
| Düsseldorf         | Köln                                                                                     | Frankfurt pe Main                                                                        | Leipzig            |
| Düsseldorf Arena   | Köln Stadion                                                                             | Frankfurt Arena                                                                          | Leipzig Stadion    |
| Capacitate: 51.031 | Capacitate: 49.827                                                                       | Capacitate: 48.387                                                                       | Capacitate: 42.959 |
|                    |                                                                                          |                                                                                          |                    |

## Calificări
Echipa calificată pentru UEFA Euro 2024
     Echipa nu s-a calificat
     Echipa a fost interzisă din competiție
     Nu este membru UEFA

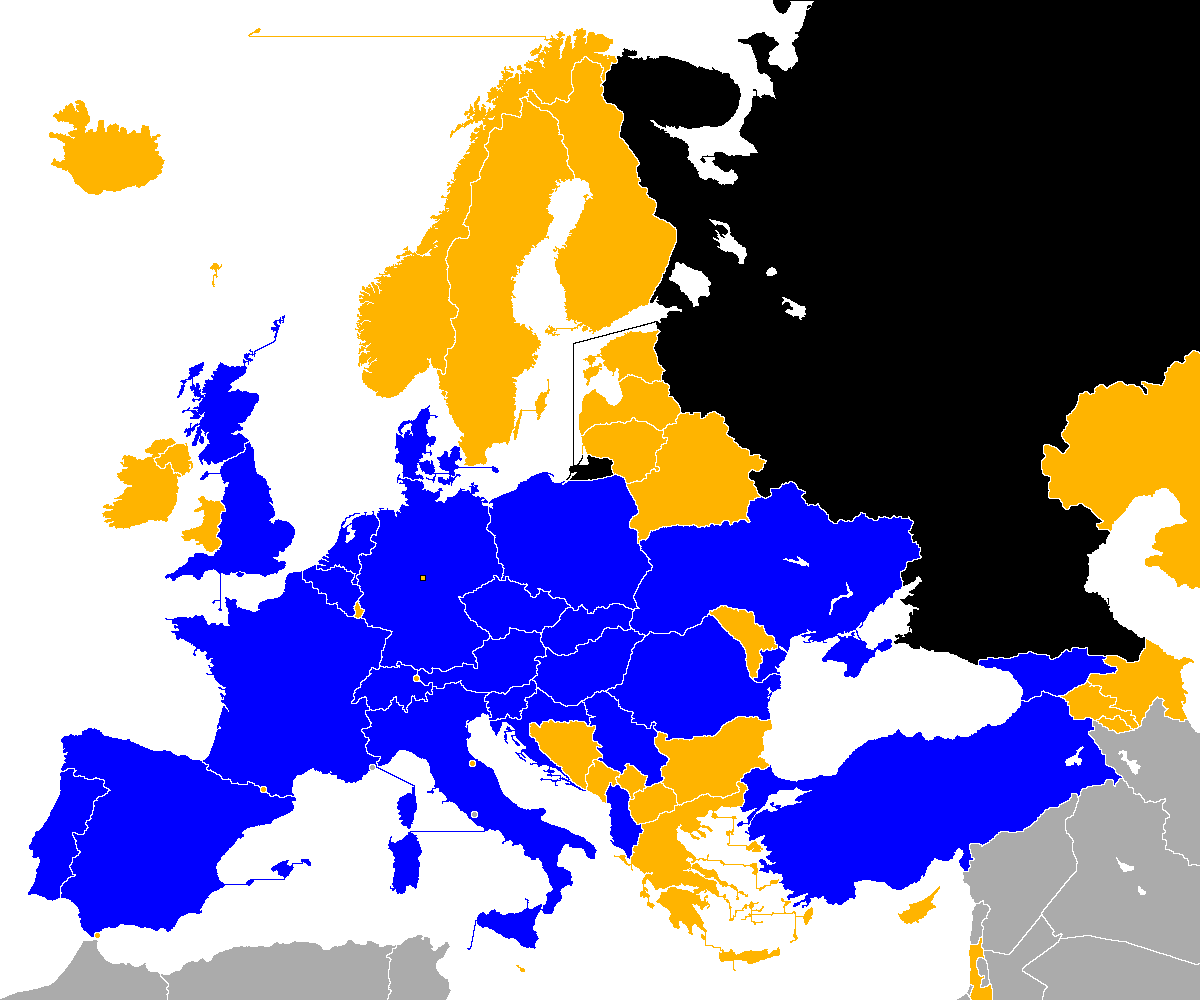
Harta europeană pentru statutul echipelor:
Echipa calificată pentru UEFA Euro 2024
Echipa nu s-a calificat
Echipa a fost interzisă din competiție
Nu este membru UEFA

În calitate de gazdă, Germania s-a calificat automat la turneul final. Cele 23 de locuri rămase au fost determinate prin faza grupelor preliminare; 20 de locuri au fost stabilite prin calificarea directă a câștigătoarelor și a vicecampioanelor celor 10 grupe de calificare, iar celelalte trei locuri au fost stabilite prin play-off-uri. Locurile din play-off au fost acordate echipelor care au avut cele mai bune rezultate în Liga Națiunilor UEFA 2022-2023 și care nu s-au calificat deja prin intermediul grupelor preliminare. Tragerea la sorți pentru faza grupelor preliminare a avut loc la 9 octombrie 2022 în Frankfurt pe Main. Faza grupelor de calificare s-a desfășurat în perioada martie-noiembrie 2023, în timp ce cele trei baraje au avut loc în martie 2024.

### Echipe calificate
Dintre cele 24 de echipe calificate la turneul final, 19 au participat la ediția precedentă. Printre acestea se numără campioana în exercițiu Italia și vicecampioana Anglia, precum și Franța, vicecampioana mondială din 2022, și Croația, medaliată cu bronz. Portugalia a fost singura echipă care s-a calificat cu un bilanț impecabil, în timp ce Franța, Anglia, Belgia, Ungaria și România s-au calificat, de asemenea, fără nicio înfrângere.
Albania și România au revenit după ce au ratat participarea la Euro 2020, prima calificându-se la doar al doilea său turneu major. Serbia și Slovenia au revenit pentru prima dată de la Euro 2000, Serbia calificându-se pentru prima dată de când Serbia și Muntenegru au devenit națiuni separate, iar Slovenia calificându-se pentru al patrulea turneu major ca națiune independentă. Georgia a învins Grecia la lovituri de departajare în baraj pentru a se califica la primul turneu din istorie de la obținerea independenței față de Uniunea Sovietică în 1991, devenind, de asemenea, singura echipă debutantă la această ediție. Drept urmare, s-a menținut astfel tradiția ca la fiecare turneu final de la primul din 1960 să debuteze câte o echipă nouă.
Printre absențele notabile se numără Suedia, Rusia și Țara Galilor. Suedia nu a reușit să ajungă în turneul final pentru prima dată de la Euro 1996 și, de asemenea, nu a reușit să se califice pentru al doilea turneu major la rând, după ce a ratat Cupa Mondială din 2022. Rusia, care a fost o prezență obișnuită a turneelor finale de la Euro 2000, a fost exclusă complet din calificări în urma invaziei țării în Ucraina, fiind pentru prima dată când o echipă națională a fost exclusă din competiție de la RF Iugoslavia în 1992. Țara Galilor, care a ajuns în fazele eliminatorii la precedentele două ediții, inclusiv în semifinale la Euro 2016, a pierdut la lovituri de departajare în fața Poloniei în baraj. După ce au debutat la ediția precedentă, Macedonia de Nord și Finlanda nu au reușit să se califice la această ediție.
| Echipă        | Calificată ca            | Calificată din     | Apariții anterioare la turneu1                                                    |
| ------------- | ------------------------ | ------------------ | --------------------------------------------------------------------------------- |
| Albania       | Grupa E Locul 1          | 17 noiembrie 2023  | 1 (2016)                                                                          |
| Anglia        | Grupa C Locul 1          | 17 octombrie 2023  | 10 (1968, 1980, 1988, 1992, 1996, 2000 2004, 2012, 2016, 2020)                    |
| Austria       | Grupa F Locul 2          | 16 octombrie 2023  | 3 (2008, 2016, 2020)                                                              |
| Belgia        | Grupa F Locul 1          | 13 octombrie 2023  | 6 (1972, 1980, 1984, 2000, 2016, 2020)                                            |
| Cehia         | Grupa E Locul 2          | 20 noiembrie 2023  | 10 (1960, 1976, 1980, 1996, 2000, 2004, 2008, 2012, 2016, 2020)                   |
| Croația       | Grupa D Locul 2          | 21 noiembrie 2023  | 6 (1996, 2004, 2008, 2012, 2016, 2020)                                            |
| Danemarca     | Grupa H Locul 1          | 17 noiembrie 2023  | 9 (1964, 1984, 1988, 1992, 1996, 2000, 2004, 2012, 2020)                          |
| Elveția       | Grupa I Locul 2          | 18 noiembrie 2023  | 5 (1996, 2004, 2008, 2016, 2020)                                                  |
| Franța        | Grupa B Locul 1          | 13 octombrie 2023  | 10 (1960, 1984, 1992, 1996, 2000, 2004, 2008, 2012, 2016, 2020)                   |
| Georgia       | Câștigătoare Play-off C  | 26 martie 2024     | 0 (Debut)                                                                         |
| Germania2     | Gazdă                    | 27 septembrie 2018 | 13 (1972, 1976, 1980, 1984, 1988, 1992, 1996, 2000, 2004, 2008, 2012, 2016, 2020) |
| Italia        | Grupa C Locul 2          | 20 noiembrie 2023  | 10 (1968, 1980, 1988, 1996, 2000, 2004, 2008, 2012, 2016, 2020)                   |
| Polonia       | Câștigătoarea Play-off A | 26 martie 2024     | 4 (2008, 2012, 2016, 2020)                                                        |
| Portugalia    | Grupa J Locul 1          | 13 octombrie 2023  | 7 (1984, 2000, 2004, 2008, 2012, 2016, 2020)                                      |
| România       | Grupa I Locul 1          | 18 noiembrie 2023  | 5 (1984, 1996, 2000, 2008, 2016)                                                  |
| Scoția        | Grupa A Locul 2          | 15 octombrie 2023  | 3 (1992, 1996, 2020)                                                              |
| Serbia        | Grupa G Locul 2          | 19 noiembrie 2023  | 0 (Debut)                                                                         |
| Slovacia      | Grupa J Locul 2          | 16 noiembrie 2023  | 2 (2016, 2020)                                                                    |
| Slovenia      | Grupa H Locul 2          | 20 noiembrie 2023  | 1 (2000)                                                                          |
| Spania        | Grupa A Locul 1          | 15 octombrie 2023  | 11 (1964, 1980, 1984, 1988, 1996, 2000, 2004, 2008, 2012, 2016, 2020)             |
| Turcia        | Grupa D Locul 1          | 15 octombrie 2023  | 5 (1996, 2000, 2008, 2016, 2020)                                                  |
| Țările de Jos | Grupa B Locul 2          | 18 noiembrie 2023  | 10 (1976, 1980, 1988, 1992, 1996, 2000, 2004, 2008, 2012, 2020)                   |
| Ucraina       | Câștigătoarea Play-off B | 26 martie 2024     | 3 (2012, 2016, 2020)                                                              |
| Ungaria       | Grupa G Locul 1          | 16 noiembrie 2023  | 4 (1964, 1972, 2016, 2020)                                                        |

1 Scrisul îngroșat indică câștigătoarea din acel an. Scrisul înclinat indică gazda din acel an.
2 Între 1972–1988 drept Germania de Vest

### Barajele Ligii Națiunilor
Echipele care nu s-au calificat la turneul final prin intermediul grupelor preliminare s-au putut califica în continuare prin intermediul barajelor Ligii Națiunilor. Ligilor A, B și C din Liga Națiunilor UEFA li s-a alocat unul dintre cele trei locuri rămase la turneul final. Patru echipe din fiecare ligă care nu se calificaseră deja la turneul final al Campionatului European au concurat în barajele ligii lor. Locurile de baraj au fost alocate mai întâi câștigătoarei fiecărei grupe din Liga Națiunilor, iar dacă vreuna dintre câștigătoarele de grupă s-a calificat deja pentru turneul final, locul a fost atribuit următoarei echipe cel mai bine clasate din ligă.

#### Ruta A
|  | Semifinale                | Semifinale |                          |       | Finală | Finală |
|  |                           |            |                          |       |        |        |
|  | 21 martie 2024 – Cardiff  |            |                          |       |        |        |
|  |                           |            |                          |       |        |        |
|  | Țara Galilor              | 4          |                          |       |        |        |
|  | Țara Galilor              | 4          | 26 martie 2024 – Cardiff |       |        |        |
|  | Finlanda                  | 1          |                          |       |        |        |
|  | Finlanda                  | 1          | Țara Galilor             | 0 (4) |        |        |
|  | 21 martie 2024 – Varșovia |            | Țara Galilor             | 0 (4) |        |        |
|  |                           | Polonia    | 0 (5)                    |       |        |        |
|  | Polonia                   | Polonia    | 0 (5)                    | 5     |        |        |
|  | Polonia                   |            |                          | 5     |        |        |
|  | Estonia                   | 1          |                          |       |        |        |
|  | Estonia                   | 1          |                          |       |        |        |

#### Ruta B
|  | Semifinale               | Semifinale |                             |   | Finală | Finală |
|  |                          |            |                             |   |        |        |
|  | 21 martie 2024 – Zenica  |            |                             |   |        |        |
|  |                          |            |                             |   |        |        |
|  | Bosnia și Herțegovina    | 1          |                             |   |        |        |
|  | Bosnia și Herțegovina    | 1          | 26 martie 2024 – Leverkusen |   |        |        |
|  | Ucraina                  | 2          |                             |   |        |        |
|  | Ucraina                  | 2          | Ucraina                     | 2 |        |        |
|  | 21 martie 2024 – Felcsút |            | Ucraina                     | 2 |        |        |
|  |                          | Islanda    | 1                           |   |        |        |
|  | Israel                   | Islanda    | 1                           | 1 |        |        |
|  | Israel                   |            |                             | 1 |        |        |
|  | Islanda                  | 4          |                             |   |        |        |
|  | Islanda                  | 4          |                             |   |        |        |

#### Ruta C
|  | Semifinale               | Semifinale |                          |       | Finală | Finală |
|  |                          |            |                          |       |        |        |
|  | 21 martie 2024 – Tbilisi |            |                          |       |        |        |
|  |                          |            |                          |       |        |        |
|  | Georgia                  | 2          |                          |       |        |        |
|  | Georgia                  | 2          | 26 martie 2024 – Tbilisi |       |        |        |
|  | Luxemburg                | 0          |                          |       |        |        |
|  | Luxemburg                | 0          | Georgia                  | 0 (4) |        |        |
|  | 21 martie 2024 – Atena   |            | Georgia                  | 0 (4) |        |        |
|  |                          | Grecia     | 0 (2)                    |       |        |        |
|  | Grecia                   | Grecia     | 0 (2)                    | 5     |        |        |
|  | Grecia                   |            |                          | 5     |        |        |
|  | Kazahstan                | 0          |                          |       |        |        |
|  | Kazahstan                | 0          |                          |       |        |        |

## Tragerea la sorți pentru turneul final
Tragerea la sorți a turneului final a avut loc pe 2 decembrie 2023, ora 18:00 CET (19:00 EET) în Hamburg. Echipele au fost repartizate pe urne în funcție de clasamentul general al calificărilor. Gazda Germania au fost automat înscrisă în urna 1, fiind plasată pe poziția A1. Cele trei câștigătoare ale barajelor nu erau cunoscute la momentul tragerii la sorți, iar echipele participante la aceste baraje, programate să aibă loc în martie 2024, au fost plasate în urna 4 pentru tragerea la sorți. Tragerea la sorți a fost perturbată de zgomote sexuale în timp ce se desfășura, ca urmare a unei farse.
- Urna 1: Germania (gazdă), câștigătoarele grupelor clasate pe locurile 1-5
- Urna 2: Câștigătoarele grupelor clasate pe locurile 6-10, echipele de pe locul 2 clasate 6-11 la general
- Urna 3: Echipele de pe locul 2 clasate 12–17 la general
- Urna 4: Echipele de pe locul 2 clasate 18–20 la general, câștigătoarele barajelor A–C (identitate necunoscută în momentul tragerii la sorți)

### Urne
| Echipă           | Loc |
| ---------------- | --- |
| Germania (gazdă) | N/A |
| Portugalia       | 1   |
| Franța           | 2   |
| Spania           | 3   |
| Belgia           | 4   |
| Anglia           | 5   |

| Echipă    | Loc |
| --------- | --- |
| Ungaria   | 6   |
| Turcia    | 7   |
| România   | 8   |
| Danemarca | 9   |
| Albania   | 10  |
| Austria   | 11  |

| Echipă        | Loc |
| ------------- | --- |
| Țările de Jos | 12  |
| Scoția        | 13  |
| Croația       | 14  |
| Slovenia      | 15  |
| Slovacia      | 16  |
| Cehia         | 17  |

| Echipă                    | Loc |
| ------------------------- | --- |
| Italia                    | 18  |
| Serbia                    | 19  |
| Elveția                   | 20  |
| Câștigătoarea barajului A | N/A |
| Câștigătoarea barajului B | N/A |
| Câștigătoarea barajului C | N/A |

1. ↑  Identitatea celor trei câștigătoare ale barajelor nu era cunoscută în momentul tragerii la sorți.

### Tragerea la sorți
| Poz. | Echipă   |
| ---- | -------- |
| A1   | Germania |
| A2   | Scoția   |
| A3   | Ungaria  |
| A4   | Elveția  |

| Poz. | Echipă  |
| ---- | ------- |
| B1   | Spania  |
| B2   | Croația |
| B3   | Italia  |
| B4   | Albania |

| Poz. | Echipă    |
| ---- | --------- |
| C1   | Slovenia  |
| C2   | Danemarca |
| C3   | Serbia    |
| C4   | Anglia    |

| Poz. | Echipă        |
| ---- | ------------- |
| D1   | Polonia       |
| D2   | Țările de Jos |
| D3   | Austria       |
| D4   | Franța        |

| Poz. | Echipă   |
| ---- | -------- |
| E1   | Belgia   |
| E2   | Slovacia |
| E3   | România  |
| E4   | Ucraina  |

| Poz. | Echipă     |
| ---- | ---------- |
| F1   | Turcia     |
| F2   | Georgia    |
| F3   | Portugalia |
| F4   | Cehia      |

1. 1 2 3  Identitatea celor trei câștigătoare ale barajelor nu era cunoscută în momentul tragerii la sorți.

## Loturi
Numărul maxim de jucători ai loturilor echipelor a fost mărit de la cota inițială de 23 la 26 de jucători. Echipele au trebuit să furnizeze lista cu un minim de 23 de jucători și un maxim de 26 până la data limită de 7 iunie.

## Arbitri
În aprilie 2024, 19 echipe de arbitri au fost selectate pentru a se ocupa de cele 51 de meciuri din cadrul turneului, inclusiv o echipă argentiniană selectată ca parte a unui acord de cooperare între confederațiile UEFA și CONMEBOL.
| Țara          | Arbitru              | Arbitri asistenți                            | Meciuri atribuite |
| ------------- | -------------------- | -------------------------------------------- | --- |
| Anglia        | Michael Oliver⁠(d)    | Stuart Burt Dan Cook                         | Spania-Croația (Grupa B) Slovacia-Ucraina (Grupa E) Germania-Danemarca (Optimi de finală) Portugalia-Franța (Sferturi de finală) |
| Anglia        | Anthony Taylor⁠(d)    | Gary Beswick Adam Nunn                       | Țările de Jos-Franța (Grupa D) Ucraina-Belgia (Grupa E) Spania-Germania (Sferturi de finală)                                     |
| Argentina     | Facundo Tello⁠(d)     | Gabriel Chade Ezequiel Brailovsky            | Turcia-Georgia (Grupa F) Scoția-Ungaria (Grupa A)                                                                                |
| Elveția       | Sandro Schärer⁠(d)    | Stéphane de Almeida Bekim Zogaj              | Slovenia-Danemarca (Grupa C) Georgia-Portugalia (Grupa F)                                                                        |
| Franța        | François Letexier⁠(d) | Cyril Mugnier Mehdi Rahmouni                 | Croația-Albania (Grupa B) Danemarca-Serbia (Grupa C) Spania-Georgia (Optimi de finală) Spania-Anglia (Finala)                    |
| Franța        | Clément Turpin⁠(d)    | Nicolas Danos Benjamin Pages                 | Germania-Scoția (Grupa A) Anglia-Slovenia (Grupa C) Țările de Jos-Turcia (Sferturi de finală)                                    |
| Germania      | Daniel Siebert⁠(d)    | Jan Seidel Rafael Foltyn                     | Georgia-Cehia (Grupa F) Slovacia-România (Grupa E)                                                                               |
| Germania      | Felix Zwayer⁠(d)      | Stefan Lupp Marco Achmüller                  | Italia-Albania (Grupa B) Turcia-Portugalia (Grupa F) România-Țările de Jos (Optimi de finală) Țările de Jos-Anglia (Semifinale)  |
| Italia        | Marco Guida⁠(d)       | Filippo Meli Giorgio Peretti                 | Portugalia-Cehia (Grupa F) Franța-Polonia (Grupa D)                                                                              |
| Italia        | Daniele Orsato⁠(d)    | Ciro Carbone Alessandro Giallatini           | Serbia-Anglia (Grupa C) Elveția-Germania (Grupa A) Portugalia-Slovenia (Optimi de finală) Anglia-Elveția (Sferturi de finală)    |
| Polonia       | Szymon Marciniak⁠(d)  | Tomasz Listkiewicz Adam Kupsik               | Belgia-România (Grupa E) Elveția-Italia (Optimi de finală)                                                                       |
| Portugalia    | Artur Soares Dias⁠(d) | Paulo Soares Pedro Ribeiro                   | Polonia-Țările de Jos (Grupa D) Danemarca-Anglia (Grupa C) Austria-Turcia (Optimi de finală)                                     |
| România       | István Kovács        | Vasile Florin Marinescu Mihai Ovidiu Artene  | Slovenia-Serbia (Grupa C) Cehia-Turcia (Grupa F)                                                                                 |
| Slovacia      | Ivan Kružliak⁠(d)     | Branislav Hancko Jan Pozor                   | Scoția-Elveția (Grupa A) Țările de Jos-Austria (Grupa D)                                                                         |
| Slovenia      | Slavko Vinčić⁠(d)     | Tomaž Klančnik Andraž Kovačič                | Ungaria-Elveția (Grupa A) Spania-Italia (Grupa B) Spania-Franța (Semifinale)                                                     |
| Spania        | Jesús Gil Manzano⁠(d) | Diego Barbero Sevilla Ángel Nevado Rodriguez | Austria-Franța (Grupa D) |
| Suedia        | Glenn Nyberg⁠(d)      | Mahbod Beigi Andreas Söderkvist              | România-Ucraina (Grupa E) Albania-Spania (Grupa B) Franța-Belgia (Optimi de finală)                                              |
| Turcia        | Halil Umut Meler⁠(d)  | Mustafa Emre Eyisoy Kerem Ersoy              | Belgia-Slovacia (Grupa E) Polonia-Austria (Grupa D) Anglia-Slovacia (Optimi de finală)                                           |
| Țările de Jos | Danny Makkelie⁠(d)    | Hessel Steegstra Jan de Vries                | Germania-Ungaria (Grupa A) Croația-Italia (Grupa B)                                                                              |

În plus, UEFA a anunțat douăzeci de arbitri asistenți video și doisprezece oficiali de meci adiționali (care au acționat ca al patrulea oficial sau arbitru asistent de rezervă).
| Țara          | Arbitri                                                   |
| ------------- | --------------------------------------------------------- |
| Anglia        | Stuart Attwell⁠(d) David Coote⁠(d)                          |
| Franța        | Jérôme Brisard⁠(d) Willy Delajod⁠(d)                        |
| Germania      | Bastian Dankert⁠(d) Christian Dingert⁠(d) Marco Fritz⁠(d)    |
| Italia        | Massimiliano Irrati⁠(d) Paolo Valeri⁠(d)                    |
| Țările de Jos | Rob Dieperink Pol van Boekel⁠(d)                           |
| Polonia       | Bartosz Frankowski⁠(d) Tomasz Kwiatkowski                  |
| România       | Cătălin Popa                                              |
| Slovenia      | Nejc Kajtazovič                                           |
| Portugalia    | Tiago Martins⁠(d)                                          |
| Spania        | Alejandro Hernández Hernández⁠(d) Juan Martínez Munuera⁠(d) |
| Elveția       | Fedayi San                                                |
| Turcia        | Alper Ulusoy                                              |

| Țara                  | Al patrulea oficial | Arbitru asistent de rezervă |
| --------------------- | ------------------- | --------------------------- |
| Bosnia și Herțegovina | Irfan Peljto⁠(d)     | Senad Ibrišimbegović        |
| Lituania              | Donatas Rumšas      | Aleksandr Radiuš            |
| Țările de Jos         | Serdar Gözübüyük⁠(d) | Johan Balder                |
| Norvegia              | Espen Eskås⁠(d)      | Jan Erik Engan              |
| Slovenia              | Rade Obrenović      | Jure Praprotnik             |
| Ucraina               | Mîkola Balakin      | Oleksandr Berkut            |

## Faza grupelor

Harta națiunilor repartizate în grupele turneului final,Euro 2024
În UEFA EURO 2024 Germania,era vorba de două echipe.Spania și Anglia.Spania a fost în Grupa B cu Croația,Italia și Albania.Ea a bătut 3-0 pe Croația,1-0 pe Italia,și 1-0 pe Albania.Anglia a fost în următoarea grupă,Grupa C.Cu Danemarca,Slovenia și Serbia.A egalat 1-1 cu Danemarca,a bătut 1-0 pe Serbia și a egalat 0-0 cu Slovenia.

UEFA a anunțat calendarul turneului la 10 mai 2022, care includea doar orele de începere a meciului de deschidere, a semifinalelor și a finalei. Orele de începere a tuturor celorlalte meciuri au fost anunțate la 2 decembrie 2023, după tragerea la sorți.
Câștigătoarea grupei, echipele de pe locul doi și cele mai bune patru echipe clasate pe locul trei s-au calificat în faza eliminatorie.
Toate orele afișate sunt EEST (UTC+3), ora Republicii Moldova și a României.

### Criterii de departajare
În cazul în care două sau mai multe echipe s-au aflat la egalitate de puncte la terminarea meciurilor din grupă, s-au aplicat următoarele criterii de departajare:
1. Numărul mai mare de puncte obținute în meciurile disputate între echipele în cauză;
2. Diferența de goluri superioară rezultată în urma meciurilor disputate între echipele în cauză;
3. Numărul mai mare de goluri marcate în meciurile disputate între echipele în cauză;
4. În cazul în care, după aplicarea criteriilor 1-3, echipele sunt încă la egalitate în clasament, criteriile 1-3 se aplică din nou exclusiv la meciurile dintre echipele care sunt încă la egalitate pentru a determina clasamentul final.[a] În cazul în care această procedură nu conduce la o decizie, se aplică criteriile de la 5 la 10;
5. Diferența de goluri superioară în toate meciurile din grupă;
6. Numărul mai mare de goluri marcate în toate meciurile din grupă;
7. Dacă în ultima etapă a fazei grupelor, două echipe care se înfruntă sunt la egalitate de puncte, diferență de goluri și goluri marcate și au remizat meciul, echipa câștigătoare se stabilește prin lovituri de departajare. (Acest criteriu nu este utilizat dacă mai mult de două echipe au avut același număr de puncte);
8. Total de puncte disciplinare mai mic în toate meciurile din grupă (1 punct pentru un singur cartonaș galben, 3 puncte pentru un cartonaș roșu ca urmare a două cartonașe galbene, 3 puncte pentru un cartonaș roșu direct, 4 puncte pentru un cartonaș galben urmat de un cartonaș roșu direct);
9. Poziția superioară în clasamentul general al calificărilor, cu excepția cazului în care comparația implică țara gazdă, Germania, caz în care va avea loc o tragere la sorți.

Note
1. ↑  În cazul în care există o egalitate de puncte între trei echipe, aplicarea primelor trei criterii nu poate să desființeze egalitatea decât pentru una dintre echipe, celelalte două echipe rămânând la egalitate. În acest caz, procedura de departajare se reia, de la început, pentru cele două echipe care sunt încă la egalitate.

### Grupa A
| Loc | Echipă       | Pct. | MJ | V | E | Î | GM | GP | DG | Calificare                     |
| --- | ------------ | ---- | -- | - | - | - | -- | -- | -- | ------------------------------ |
| 1.  | Germania (H) | 7    | 3  | 2 | 1 | 0 | 8  | 2  | +6 | Avansează în faza eliminatorie |
| 2.  | Elveția      | 5    | 3  | 1 | 2 | 0 | 5  | 3  | +2 | Avansează în faza eliminatorie |
| 3.  | Ungaria      | 3    | 3  | 1 | 0 | 2 | 2  | 5  | −3 |                                |
| 4.  | Scoția       | 1    | 3  | 0 | 1 | 2 | 2  | 7  | −5 |                                |

| Germania                                                                                 | 5 - 1  | Scoția              |
| ---------------------------------------------------------------------------------------- | ------ | ------------------- |
| Florian Wirtz 10' Jamal Musiala 19' Kai Havertz 45-1' Niclas Füllkrug 68' Emre Can 90+3' | Raport | Antonio Rüdiger 87' |

| Ungaria               | 1 - 3  | Elveția                                                       |
| --------------------- | ------ | ------------------------------------------------------------- |
| Barnabás Varga⁠(d) 66' | Raport | Kwadwo Duah⁠(d) 12' Michel Aebischer⁠(d) 45' Breel Embolo 90+3' |

| Germania                             | 2 - 0  | Ungaria |
| ------------------------------------ | ------ | ------- |
| Jamal Musiala 22' İlkay Gündoğan 67' | Raport |         |

| Scoția              | 1 - 1  | Elveția             |
| ------------------- | ------ | ------------------- |
| Scott McTominay 13' | Raport | Xherdan Shaqiri 26' |

| Elveția         | 1 - 1  | Germania                |
| --------------- | ------ | ----------------------- |
| - Dan Ndoye 28' | Raport | - Niclas Füllkrug 90+2' |

| Scoția | 0 - 1  | Ungaria                |
| ------ | ------ | ---------------------- |
|        | Raport | - Kevin Csoboth 90+10' |

### Grupa B
| Loc | Echipă  | Pct. | MJ | V | E | Î | GM | GP | DG | Calificare                     |
| --- | ------- | ---- | -- | - | - | - | -- | -- | -- | ------------------------------ |
| 1.  | Spania  | 9    | 3  | 3 | 0 | 0 | 5  | 0  | +5 | Avansează în faza eliminatorie |
| 2.  | Italia  | 4    | 3  | 1 | 1 | 1 | 3  | 3  | 0  | Avansează în faza eliminatorie |
| 3.  | Croația | 2    | 3  | 0 | 2 | 1 | 3  | 6  | −3 |                                |
| 4.  | Albania | 1    | 3  | 0 | 1 | 2 | 3  | 5  | −2 |                                |

| Spania                                                      | 3 - 0  | Croația |
| ----------------------------------------------------------- | ------ | ------- |
| - Álvaro Morata 29' - Fabián Ruiz 32' - Dani Carvajal 45+2' | Raport |         |

| Italia                                        | 2 - 1  | Albania               |
| --------------------------------------------- | ------ | --------------------- |
| - Alessandro Bastoni 11' - Nicolò Barella 16' | Raport | - Nedim Bajrami⁠(d) 1' |

| Croația                                  | 2 - 2  | Albania                                  |
| ---------------------------------------- | ------ | ---------------------------------------- |
| Andrej Kramarić 74' Klaus Gjasula⁠(d) 76' | Raport | Qazim Laci⁠(d) 11' Klaus Gjasula⁠(d) 90+5' |

| Spania                 | 1 - 0  | Italia |
| ---------------------- | ------ | ------ |
| Riccardo Calafiori 55' | Raport |        |

| Albania | 0 - 1  | Spania              |
| ------- | ------ | ------------------- |
|         | Raport | - Ferran Torres 13' |

| Croația           | 1 - 1  | Italia                  |
| ----------------- | ------ | ----------------------- |
| - Luka Modrić 55' | Raport | - Mattia Zaccagni 90+8' |

### Grupa C
| Loc | Echipă    | Pct. | MJ | V | E | Î | GM | GP | DG | Calificare                     |
| --- | --------- | ---- | -- | - | - | - | -- | -- | -- | ------------------------------ |
| 1.  | Anglia    | 5    | 3  | 1 | 2 | 0 | 2  | 1  | +1 | Avansează în faza eliminatorie |
| 2.  | Danemarca | 3    | 3  | 0 | 3 | 0 | 2  | 2  | 0  | Avansează în faza eliminatorie |
| 3.  | Slovenia  | 3    | 3  | 0 | 3 | 0 | 2  | 2  | 0  | Avansează în faza eliminatorie |
| 4.  | Serbia    | 2    | 3  | 0 | 2 | 1 | 1  | 2  | −1 |                                |

1. 1 2  Al optulea criteriu de departajare (puncte disciplinare): Danemarca −6, Slovenia −7.[51][52]

| Slovenia          | 1 - 1  | Danemarca             |
| ----------------- | ------ | --------------------- |
| Erik Janza⁠(d) 77' | Raport | Christian Eriksen 17' |

| Serbia | 0 - 1  | Anglia              |
| ------ | ------ | ------------------- |
|        | Raport | Jude Bellingham 14' |

| Slovenia          | 1 - 1  | Serbia           |
| ----------------- | ------ | ---------------- |
| Žan Karničnik 69' | Raport | Luka Jović 90+6' |

| Danemarca           | 1 - 1  | Anglia         |
| ------------------- | ------ | -------------- |
| Morten Hjulmand 34' | Raport | Harry Kane 34' |

| Anglia | 0 - 0  | Slovenia |
| ------ | ------ | -------- |
|        | Raport |          |

| Danemarca | 0 - 0  | Serbia |
| --------- | ------ | ------ |
|           | Raport |        |

### Grupa D
| Loc | Echipă        | Pct. | MJ | V | E | Î | GM | GP | DG | Calificare                     |
| --- | ------------- | ---- | -- | - | - | - | -- | -- | -- | ------------------------------ |
| 1.  | Austria       | 6    | 3  | 2 | 0 | 1 | 6  | 4  | +2 | Avansează în faza eliminatorie |
| 2.  | Franța        | 5    | 3  | 1 | 2 | 0 | 2  | 1  | +1 | Avansează în faza eliminatorie |
| 3.  | Țările de Jos | 4    | 3  | 1 | 1 | 1 | 4  | 4  | 0  | Avansează în faza eliminatorie |
| 4.  | Polonia       | 1    | 3  | 0 | 1 | 2 | 3  | 6  | −3 |                                |

| Polonia           | 1 - 2  | Țările de Jos                       |
| ----------------- | ------ | ----------------------------------- |
| Adam Buksa⁠(d) 16' | Raport | Cody Gakpo 29' Wout Weghorst⁠(d) 83' |

| Austria | 0 - 1  | Franța                  |
| ------- | ------ | ----------------------- |
|         | Raport | Maximilian Wöber⁠(d) 38' |

| Polonia              | 1 - 3  | Austria                                                          |
| -------------------- | ------ | ---------------------------------------------------------------- |
| Krzysztof Piątek 30' | Raport | Gernot Trauner 9' Christoph Baumgartner 66' Marko Arnautović 78' |

| Țările de Jos | 0 - 0  | Franța |
| ------------- | ------ | ------ |
|               | Raport |        |

| Țările de Jos                        | 2 - 3  | Austria                                                      |
| ------------------------------------ | ------ | ------------------------------------------------------------ |
| - Cody Gakpo 47' - Memphis Depay 75' | Raport | - Donyell Malen 6' - Romano Schmid 59' - Marcel Sabitzer 80' |

| Franța                     | 1 - 1  | Polonia                         |
| -------------------------- | ------ | ------------------------------- |
| - Kylian Mbappé 56' (pen.) | Raport | - Robert Lewandowski 79' (pen.) |

### Grupa E
| Loc | Echipă   | Pct. | MJ | V | E | Î | GM | GP | DG | Calificare                     |
| --- | -------- | ---- | -- | - | - | - | -- | -- | -- | ------------------------------ |
| 1.  | România  | 4    | 3  | 1 | 1 | 1 | 4  | 3  | +1 | Avansează în faza eliminatorie |
| 2.  | Belgia   | 4    | 3  | 1 | 1 | 1 | 2  | 1  | +1 | Avansează în faza eliminatorie |
| 3.  | Slovacia | 4    | 3  | 1 | 1 | 1 | 3  | 3  | 0  | Avansează în faza eliminatorie |
| 4.  | Ucraina  | 4    | 3  | 1 | 1 | 1 | 2  | 4  | −2 |                                |

1. 1 2 3 4  Departajarea se face la diferența de goluri superioară: ROU +1; BEL +1; SVK 0; UKR -2. Departajarea între România și Belgia se face la numărul de goluri marcate: ROU 4; BEL 2.

| România                                               | 3 - 0  | Ucraina |
| ----------------------------------------------------- | ------ | ------- |
| Nicolae Stanciu 29' Răzvan Marin 53' Denis Drăguș 57' | Raport |         |

| Belgia | 0 - 1  | Slovacia           |
| ------ | ------ | ------------------ |
|        | Raport | Ivan Schranz⁠(d) 7' |

| Slovacia         | 1 - 2  | Ucraina                                  |
| ---------------- | ------ | ---------------------------------------- |
| Ivan Schranz 17' | Raport | Mîkola Șaparenko 54' Roman Iaremciuk 80' |

| Belgia                                     | 2 - 0  | România |
| ------------------------------------------ | ------ | ------- |
| - Youri Tielemans 2' - Kevin De Bruyne 80' | Raport |         |

| Slovacia          | 1 - 1  | România                   |
| ----------------- | ------ | ------------------------- |
| - Ondrej Duda 24' | Raport | - Răzvan Marin 37' (pen.) |

| Ucraina | 0 - 0  | Belgia |
| ------- | ------ | ------ |
|         | Raport |        |

### Grupa F
| Loc | Echipă     | Pct. | MJ | V | E | Î | GM | GP | DG | Calificare                     |
| --- | ---------- | ---- | -- | - | - | - | -- | -- | -- | ------------------------------ |
| 1.  | Portugalia | 6    | 3  | 2 | 0 | 1 | 5  | 3  | +2 | Avansează în faza eliminatorie |
| 2.  | Turcia     | 6    | 3  | 2 | 0 | 1 | 5  | 5  | 0  | Avansează în faza eliminatorie |
| 3.  | Georgia    | 4    | 3  | 1 | 1 | 1 | 4  | 4  | 0  | Avansează în faza eliminatorie |
| 4.  | Cehia      | 1    | 3  | 0 | 1 | 2 | 3  | 5  | −2 |                                |

1. 1 2  Puncte în meciuri directe: Portugalia 3, Turcia 0.

| Turcia                                                            | 3 - 1  | Georgia                     |
| ----------------------------------------------------------------- | ------ | --------------------------- |
| - Mert Müldür⁠(d) 25' - Arda Güler 65' - Kerem Aktürkoğlu⁠(d) 90+7' | Raport | - Georges Mikautadze⁠(d) 32' |

| Portugalia                                        | 2 - 1  | Cehia                 |
| ------------------------------------------------- | ------ | --------------------- |
| - Robin Hranáč⁠(d) 69' - Francisco Conceição 90+2' | Raport | - Lukáš Provod⁠(d) 62' |

| Georgia                           | 1 - 1  | Cehia               |
| --------------------------------- | ------ | ------------------- |
| - Georges Mikautadze 45+4' (pen.) | Raport | - Patrik Schick 59' |

| Turcia | 0 - 3  | Portugalia                                                     |
| ------ | ------ | -------------------------------------------------------------- |
|        | Raport | - Bernardo Silva 21' - Samet Akaydin 28' - Bruno Fernandes 56' |

| Georgia                                                    | 2 - 0  | Portugalia |
| ---------------------------------------------------------- | ------ | ---------- |
| - Khvicha Kvaratskhelia 2' - Georges Mikautadze 57' (pen.) | Raport |            |

| Cehia              | 1 - 2  | Turcia                                    |
| ------------------ | ------ | ----------------------------------------- |
| - Tomáš Souček 66' | Raport | - Hakan Çalhanoğlu 51' - Cenk Tosun 90+4' |

### Clasamentul echipelor de pe locul 3
| Loc | Grp. | Echipă        | Pct. | MJ | V | E | Î | GM | GP | DG | Calificare                     |
| --- | ---- | ------------- | ---- | -- | - | - | - | -- | -- | -- | ------------------------------ |
| 1.  | D    | Țările de Jos | 4    | 3  | 1 | 1 | 1 | 4  | 4  | 0  | Avansează în faza eliminatorie |
| 2.  | F    | Georgia       | 4    | 3  | 1 | 1 | 1 | 4  | 4  | 0  | Avansează în faza eliminatorie |
| 3.  | E    | Slovacia      | 4    | 3  | 1 | 1 | 1 | 3  | 3  | 0  | Avansează în faza eliminatorie |
| 4.  | C    | Slovenia      | 3    | 3  | 0 | 3 | 0 | 2  | 2  | 0  | Avansează în faza eliminatorie |
| 5.  | A    | Ungaria       | 3    | 3  | 1 | 0 | 2 | 2  | 5  | −3 |                                |
| 6.  | B    | Croația       | 2    | 3  | 0 | 2 | 1 | 3  | 6  | −3 |                                |

1. 1 2  Puncte disciplinare: Țările de Jos −2, Georgia −6.

Cele mai bune echipe de locul 3 au fost Țările De Jos,Georgia,Slovacia și Slovenia.Ungaria și Croația erau eliminați.

## Faza eliminatorie
În faza eliminatorie, dacă scorul unui meci a fost la egalitate la sfârșitul timpului regulamentar de joc, s-au jucat adițional și prelungiri (două reprize a câte 15 minute fiecare). Dacă egalitatea a persistat și după prelungiri, meciul s-a decis la loviturile de departajare.
Ca la fiecare turneu de la UEFA Euro 1984 încoace, nu s-a disputat baraj pentru locul al treilea (finala mică).
Toate orele afișate sunt EEST (UTC+3), ora Republicii Moldova și a României.În optimi,Spania a distrus 4-1 pe Georgia,Germania(gazdele)2-0 pe Danemarca,Franța 1-0 pe Belgia,Portugalia 0-0 (pe penalti 3-0)pe Slovenia,Olanda 3-0 pe România,Turcia 2-1 Austria,Elveția 2-0 pe Campionii 2020/21 Italia și Anglia 2-1 pe Slovacia,din cauza unei bicicletă de la Jude Bellingham.Finala a fost Spania Anglia 2-1.

### Echipele calificate
| Grupa | Câștigătoare | Echipele de pe locul 2 | Echipele de pe locul 3 (cele mai bune patru) |
| ----- | ------------ | ---------------------- | -------------------------------------------- |
| A     | Germania     | Elveția                | N/A                                          |
| B     | Spania       | Italia                 | N/A                                          |
| C     | Anglia       | Danemarca              | Slovenia                                     |
| D     | Austria      | Franța                 | Țările de Jos                                |
| E     | România      | Belgia                 | Slovacia                                     |
| F     | Portugalia   | Turcia                 | Georgia                                      |

### Rezumat
|  | Optimi de finală            | Optimi de finală     |                     |       | Sferturi de finală | Sferturi de finală |  |  | Semifinale | Semifinale |  |  | Finala | Finala |
|  |                             |                      |                     |       |                    |                    |  |  |            |            |  |  |        |        |
|  | 30 iunie – Köln             |                      |                     |       |                    |                    |  |  |            |            |  |  |        |        |
|  |                             |                      |                     |       |                    |                    |  |  |            |            |  |  |        |        |
|  | Spania                      | 4                    |                     |       |                    |                    |  |  |            |            |  |  |        |        |
|  | Spania                      | 4                    | 5 iulie – Stuttgart |       |                    |                    |  |  |            |            |  |  |        |        |
|  | Georgia                     | 1                    |                     |       |                    |                    |  |  |            |            |  |  |        |        |
|  | Georgia                     | 1                    | Spania (d.p.)       | 2     |                    |                    |  |  |            |            |  |  |        |        |
|  | 29 iunie – Dortmund         |                      | Spania (d.p.)       | 2     |                    |                    |  |  |            |            |  |  |        |        |
|  |                             | Germania             | 1                   |       |                    |                    |  |  |            |            |  |  |        |        |
|  | Germania                    | Germania             | 1                   | 2     |                    |                    |  |  |            |            |  |  |        |        |
|  | Germania                    |                      | 9 iulie – München   | 2     |                    |                    |  |  |            |            |  |  |        |        |
|  | Danemarca                   | 0                    |                     |       |                    |                    |  |  |            |            |  |  |        |        |
|  | Danemarca                   | 0                    | Spania              | 2     |                    |                    |  |  |            |            |  |  |        |        |
|  | 1 iulie – Frankfurt pe Main |                      | Spania              | 2     |                    |                    |  |  |            |            |  |  |        |        |
|  |                             | Franța               | 1                   |       |                    |                    |  |  |            |            |  |  |        |        |
|  | Portugalia (d.l.d.)         | Franța               | 1                   | 0 (3) |                    |                    |  |  |            |            |  |  |        |        |
|  | Portugalia (d.l.d.)         | 5 iulie – Hamburg    |                     | 0 (3) |                    |                    |  |  |            |            |  |  |        |        |
|  | Slovenia                    | 0 (0)                |                     |       |                    |                    |  |  |            |            |  |  |        |        |
|  | Slovenia                    | 0 (0)                | Portugalia          | 0 (3) |                    |                    |  |  |            |            |  |  |        |        |
|  | 1 iulie – Düsseldorf        |                      | Portugalia          | 0 (3) |                    |                    |  |  |            |            |  |  |        |        |
|  |                             | Franța (d.l.d.)      | 0 (5)               |       |                    |                    |  |  |            |            |  |  |        |        |
|  | Franța                      | Franța (d.l.d.)      | 0 (5)               | 1     |                    |                    |  |  |            |            |  |  |        |        |
|  | Franța                      |                      | 14 iulie – Berlin   | 1     |                    |                    |  |  |            |            |  |  |        |        |
|  | Belgia                      | 0                    |                     |       |                    |                    |  |  |            |            |  |  |        |        |
|  | Belgia                      | 0                    | Spania              | 2     |                    |                    |  |  |            |            |  |  |        |        |
|  | 2 iulie – München           |                      | Spania              | 2     |                    |                    |  |  |            |            |  |  |        |        |
|  |                             | Anglia               | 1                   |       |                    |                    |  |  |            |            |  |  |        |        |
|  | România                     | Anglia               | 1                   | 0     |                    |                    |  |  |            |            |  |  |        |        |
|  | România                     | 6 iulie – Berlin     |                     | 0     |                    |                    |  |  |            |            |  |  |        |        |
|  | Țările de Jos               | 3                    |                     |       |                    |                    |  |  |            |            |  |  |        |        |
|  | Țările de Jos               | 3                    | Țările de Jos       | 2     |                    |                    |  |  |            |            |  |  |        |        |
|  | 2 iulie – Leipzig           |                      | Țările de Jos       | 2     |                    |                    |  |  |            |            |  |  |        |        |
|  |                             | Turcia               | 1                   |       |                    |                    |  |  |            |            |  |  |        |        |
|  | Austria                     | Turcia               | 1                   | 1     |                    |                    |  |  |            |            |  |  |        |        |
|  | Austria                     |                      | 10 iulie – Dortmund | 1     |                    |                    |  |  |            |            |  |  |        |        |
|  | Turcia                      | 2                    |                     |       |                    |                    |  |  |            |            |  |  |        |        |
|  | Turcia                      | 2                    | Țările de Jos       | 1     |                    |                    |  |  |            |            |  |  |        |        |
|  | 30 iunie – Gelsenkirchen    |                      | Țările de Jos       | 1     |                    |                    |  |  |            |            |  |  |        |        |
|  |                             | Anglia               | 2                   |       |                    |                    |  |  |            |            |  |  |        |        |
|  | Anglia (d.p.)               | Anglia               | 2                   | 2     |                    |                    |  |  |            |            |  |  |        |        |
|  | Anglia (d.p.)               | 6 iulie – Düsseldorf |                     | 2     |                    |                    |  |  |            |            |  |  |        |        |
|  | Slovacia                    | 1                    |                     |       |                    |                    |  |  |            |            |  |  |        |        |
|  | Slovacia                    | 1                    | Anglia (d.l.d.)     | 1 (5) |                    |                    |  |  |            |            |  |  |        |        |
|  | 29 iunie – Berlin           |                      | Anglia (d.l.d.)     | 1 (5) |                    |                    |  |  |            |            |  |  |        |        |
|  |                             | Elveția              | 1 (3)               |       |                    |                    |  |  |            |            |  |  |        |        |
|  | Elveția                     | Elveția              | 1 (3)               | 2     |                    |                    |  |  |            |            |  |  |        |        |
|  | Elveția                     |                      |                     | 2     |                    |                    |  |  |            |            |  |  |        |        |
|  | Italia                      | 0                    |                     |       |                    |                    |  |  |            |            |  |  |        |        |
|  | Italia                      | 0                    |                     |       |                    |                    |  |  |            |            |  |  |        |        |

### Optimi de finală
| Elveția                               | 2 - 0  | Italia |
| ------------------------------------- | ------ | ------ |
| - Remo Freuler 37' - Ruben Vargas 46' | Raport |        |

| Germania                                     | 2 - 0  | Danemarca |
| -------------------------------------------- | ------ | --------- |
| - Kai Havertz 53' (pen.) - Jamal Musiala 68' | Raport |           |

| Anglia                                   | 2 - 1 (d.p.) | Slovacia         |
| ---------------------------------------- | ------------ | ---------------- |
| - Jude Bellingham 90+5' - Harry Kane 91' | Raport       | Ivan Schranz 25' |

| Spania                                                            | 4 - 1  | Georgia                |
| ----------------------------------------------------------------- | ------ | ---------------------- |
| - Rodri 39' - Fabián Ruiz 51' - Nico Williams 75' - Dani Olmo 83' | Raport | - Robin Le Normand 18' |

| Franța               | 1 - 0  | Belgia |
| -------------------- | ------ | ------ |
| - Jan Vertonghen 85' | Raport |        |

| Portugalia                                             | 0 - 0 (d.p.) | Slovenia                                         |
| ------------------------------------------------------ | ------------ | ------------------------------------------------ |
|                                                        | Raport       |                                                  |
| - Cristiano Ronaldo - Bruno Fernandes - Bernardo Silva | 3–0          | - Josip Iličić - Jure Balkovec - Benjamin Verbič |

| România | 0 - 3  | Țările de Jos                               |
| ------- | ------ | ------------------------------------------- |
|         | Raport | - Cody Gakpo 20' - Donyell Malen 83', 90+3' |

| Austria                   | 1 - 2  | Turcia                  |
| ------------------------- | ------ | ----------------------- |
| - Michael Gregoritsch 66' | Raport | - Merih Demiral 1', 59' |

### Sferturi de finală
| Spania                          | 2 – 1 (d.p.) | Germania          |
| ------------------------------- | ------------ | ----------------- |
| Dani Olmo 51' Mikel Merino 119' | Raport       | Florian Wirtz 89' |

| Portugalia                                                      | 0 - 0 (d.p.) | Franța                                                                                |
| --------------------------------------------------------------- | ------------ | ------------------------------------------------------------------------------------- |
|                                                                 | Raport       |                                                                                       |
| - Cristiano Ronaldo - Bernardo Silva - João Félix - Nuno Mendes | 3 – 5        | - Ousmane Dembélé - Youssouf Fofana - Jules Koundé - Bradley Barcola - Théo Hernandez |

| Anglia                                                                              | 1 – 1 (d.p.) | Elveția                                                         |
| ----------------------------------------------------------------------------------- | ------------ | --------------------------------------------------------------- |
| - Bukayo Saka 80'                                                                   | Raport       | - Breel Embolo 75'                                              |
| - Cole Palmer - Jude Bellingham - Bukayo Saka - Ivan Toney - Trent Alexander-Arnold | 5 – 3        | - Manuel Akanji - Fabian Schär - Xherdan Shaqiri - Zeki Amdouni |

| Țările de Jos                          | 2 – 1  | Turcia              |
| -------------------------------------- | ------ | ------------------- |
| - Stefan de Vrij 70' - Mert Müldür 76' | Raport | - Samet Akaydin 35' |

### Semifinale
| Spania                             | 2 – 1  | Franța                 |
| ---------------------------------- | ------ | ---------------------- |
| - Lamine Yamal 21' - Dani Olmo 25' | Raport | - Randal Kolo Muani 9' |

| Țările de Jos    | 1 – 2  | Anglia                                      |
| ---------------- | ------ | ------------------------------------------- |
| - Xavi Simons 7' | Raport | - Harry Kane 18' (pen.) - Ollie Watkins 90' |

### Finala
| Spania                                    | 2 – 1  | Anglia            |
| ----------------------------------------- | ------ | ----------------- |
| - Nico Williams 47' - Mikel Oyarzabal 86' | Raport | - Cole Palmer 73' |

## Statistici

### Marcatori
S-au marcat 117 goluri în 51 de meciuri, pentru o medie de 2,29 de goluri pe meci.
3 goluri
- Harry Kane
- Georges Mikautadze
- Jamal Musiala
- Cody Gakpo
- Dani Olmo
- Ivan Schranz

2 goluri
| - Jude Bellingham - Niclas Füllkrug - Kai Havertz - Florian Wirtz | - Donyell Malen - Răzvan Marin - Fabián Ruiz | - Nico Williams - Breel Embolo - Merih Demiral |

1 gol
| - Nedim Bajrami - Klaus Gjasula - Qazim Laçi - Marko Arnautović - Christoph Baumgartner - Michael Gregoritsch - Marcel Sabitzer - Romano Schmid - Gernot Trauner - Kevin De Bruyne - Youri Tielemans - Andrej Kramarić - Luka Modrić - Lukáš Provod - Patrik Schick - Tomáš Souček - Christian Eriksen - Morten Hjulmand - Cole Palmer - Bukayo Saka - Ollie Watkins - Randal Kolo Muani - Kylian Mbappé - Khvicha Kvaratskhelia | - Emre Can - İlkay Gündoğan - Kevin Csoboth - Barnabás Varga - Nicolò Barella - Alessandro Bastoni - Mattia Zaccagni - Memphis Depay - Xavi Simons - Stefan de Vrij - Wout Weghorst - Adam Buksa - Robert Lewandowski - Krzysztof Piątek - Francisco Conceição - Bruno Fernandes - Bernardo Silva - Denis Drăguș - Nicolae Stanciu - Scott McTominay - Luka Jović - Ondrej Duda - Erik Janža - Žan Karničnik | - Dani Carvajal - Mikel Merino - Álvaro Morata - Mikel Oyarzabal - Rodri - Ferran Torres - Lamine Yamal - Michel Aebischer - Kwadwo Duah - Remo Freuler - Dan Ndoye - Xherdan Shaqiri - Ruben Vargas - Samet Akaydin - Kerem Aktürkoğlu - Hakan Çalhanoğlu - Arda Güler - Mert Müldür - Cenk Tosun - Mîkola Șaparenko - Roman Iaremciuk |

1 autogol
- Klaus Gjasula (împotriva Croației)
- Maximilian Wöber⁠(d) (împotriva Franței)
- Jan Vertonghen (împotriva Franței)
- Robin Hranáč⁠(d) (împotriva Portugaliei)
- Antonio Rüdiger (împotriva Scoției)
- Riccardo Calafiori (împotriva Spaniei)
- Donyell Malen (împotriva Austriei)
- Robin Le Normand (împotriva Georgiei)
- Samet Akaydin (împotriva Portugaliei)
- Mert Müldür (împotriva Țărilor de Jos)

### Disciplină
Un jucător a fost suspendat automat pentru meciul următor pentru următoarele abateri:
- Primirea unui cartonaș roșu (suspendările pentru cartonașe roșii pot fi prelungite pentru infracțiuni grave)
- Primirea a două cartonașe galbene în două meciuri diferite; cartonașele galbene au expirat după terminarea sferturilor de finală (suspendările cu cartonașe galbene nu au fost reportate la alte meciuri internaționale viitoare)

Următorii jucători au primit o suspendare în timpul turneului:
| Jucător             | Sancțiune | Suspendare                                          |
| ------------------- | --- | --------------------------------------------------- |
| Giorgi Loria        | în preliminarii vs Grecia (26 martie 2024) | Grupa F vs Turcia (ziua de meci 1; 18 iunie 2024)   |
| Ryan Porteous⁠(d)    | în Grupa A vs Germania (ziua de meci 1; 14 iunie 2024) | Grupa A vs Elveția (ziua de meci 2; 19 iunie 2024)  |
| Mirlind Daku        | Cântece naționaliste împotriva Serbiei și Macedoniei de Nord după meciul din Grupa B împotriva Croației (ziua de meci 2; 19 iunie 2024), suspendat pentru două mecuri | Grupa B vs Spania (ziua de meci 3; 24 iunie 2024)   |
| Rodri               | în Grupa B vs Croația (ziua de meci 1; 15 iunie 2024) în Grupa B vs Italia (ziua de meci 2; 20 iunie 2024)                                                            | Grupa B vs Albania (ziua de meci 3; 24 iunie 2024)  |
| Abdülkerim Bardakcı | în Grupa F vs Georgia (ziua de meci 1; 18 iunie 2024) în Grupa F vs Portugalia (ziua de meci 2; 22 iunie 2024)                                                        | Grupa F vs Cehia (ziua de meci 3; 26 iunie 2024)    |
| Rafael Leão         | în Grupa F vs Cehia (ziua de meci 1; 18 iunie 2024) în Grupa F vs Turcia (ziua de meci 2; 22 iunie 2024)                                                              | Grupa F vs Georgia (ziua de meci 3; 26 iunie 2024)  |
| Dodi Lukebakio      | în Grupa E vs Slovacia (ziua de meci 1; 17 iunie 2024) în Grupa E vs România (ziua de meci 2; 22 iunie 2024)                                                          | Grupa E vs Ucraina (ziua de meci 3; 26 iunie 2024)  |
| Jonathan Tah        | în Grupa A vs Scoția (ziua de meci 1; 14 iunie 2024) în Grupa A vs Elveția (ziua de meci 3; 23 iunie 2024)                                                            | Optimi de finală vs Danemarca (29 iunie 2024)       |
| Silvan Widmer       | în Grupa A vs Ungaria (ziua de meci 1; 15 iunie 2024) în Grupa A vs Germania (ziua de meci 3; 23 iunie 2024)                                                          | Optimi de finală vs Italia (29 iunie 2024)          |
| Riccardo Calafiori  | în Grupa B vs Albania (ziua de meci 1; 15 iunie 2024) în Grupa B vs Croația (ziua de meci 3; 24 iunie 2024)                                                           | Optimi de finală vs Elveția (29 iunie 2024)         |
| Patrick Wimmer      | în Grupa D vs Polonia (ziua de meci 2; 21 iunie 2024) în Grupa D vs Țările de Jos (ziua de meci 3; 25 iunie 2024)                                                     | Optimi de finală vs Turcia (2 iulie 2024)           |
| Erik Janža          | în Grupa C vs Serbia (ziua de meci 2; 20 iunie 2024) în Grupa C vs Anglia (ziua de meci 3; 25 iunie 2024)                                                             | Optimi de finală vs Portugalia (1 sau 2 iulie 2024) |
| Morten Hjulmand     | în Grupa C vs Slovenia (ziua de meci 1; 16 iunie 2024) în Grupa C vs Serbia (ziua de meci 3; 25 iunie 2024)                                                           | Optimi de finală vs Germania (29 iunie 2024)        |
| Nicușor Bancu       | în Grupa E vs Belgia (ziua de meci 2; 22 iunie 2024) în Grupa E vs Slovacia (ziua de meci 3; 26 iunie 2024)                                                           | Optimi de finală vs Țările de Jos (2 iulie 2024)    |
| Anzor Mekvabishvili | în Grupa F vs Cehia (ziua de meci 2; 22 iunie 2024) în Grupa F vs Portugalia (ziua de meci 3; 26 iunie 2024)                                                          | Optimi de finală vs Spania (30 iunie 2024)          |
| Samet Akaydin       | în Grupa F vs Portugalia (ziua de meci 2; 22 iunie 2024) în Grupa F vs Cehia (ziua de meci 3; 26 iunie 2024)                                                          | Optimi de finală vs Austria (2 iulie 2024)          |
| Hakan Çalhanoğlu    | în Grupa F vs Georgia (ziua de meci 1; 18 iunie 2024) în Grupa F vs Cehia (ziua de meci 3; 26 iunie 2024)                                                             | Optimi de finală vs Austria (2 iulie 2024)          |
| Marc Guéhi          | în Grupa C vs Slovenia (ziua de meci 3; 25 iunie 2024) în optimi de finală vs Slovacia (30 iunie 2024)                                                                | Sferturi de finală vs Elveția (6 iulie 2024)        |
| Adrien Rabiot       | în Grupa D vs Polonia (ziua de meci 3; 25 iunie 2024) în optimi de finală vs Belgia (1 iulie 2024)                                                                    | Sferturi de finală vs Portugalia (5 iulie 2024)     |
| Orkun Kökçü         | în Grupa F vs Cehia (ziua de meci 3; 26 iunie 2024) în optimi de finală vs Austria (2 iulie 2024)                                                                     | Sferturi de finală vs Țările de Jos (6 iulie 2024)  |
| İsmail Yüksek       | în Grupa F vs Cehia (ziua de meci 3; 26 iunie 2024) în optimi de finală vs Austria (2 iulie 2024)                                                                     | Sferturi de finală vs Țările de Jos (6 iulie 2024)  |
| Merih Demiral       | Gest politic în optimile de finală vs Austria (2 iulie 2024), suspendat pentru două mecuri                                                                            | Sferturi de finală vs Țările de Jos (6 iulie 2024)  |
| Dani Carvajal       | în sferturile de finală vs Germania (5 iulie 2024) | semifinale vs Franța (9 iulie 2024)                 |
| Robin Le Normand    | în Grupa B vs Italia (ziua de meci 2; 20 iunie 2024) în sferturile de finală vs Germania (5 iulie 2024)                                                               | semifinale vs Franța (9 iulie 2024)                 |

### Premii în bani
Fondul de premiere a fost finalizat la 2 decembrie 2023. Fiecare echipă a primit 9,25 de milioane de euro pentru participarea la turneul final. Spania, câștigătoarea turneului, a încasat suma maximă de 28,25 de milioane de euro întrucât a câștigat toate meciurile disputate.
| Faza atinsă        | Suma                                            | Număr de echipe |
| ------------------ | ----------------------------------------------- | --------------- |
| Turneul final      | 9,25m €                                         | 24              |
| Faza grupelor      | 1m € pentru o victorie 500.000 € pentru un egal | 24              |
| Optimi de finală   | 1,5m €                                          | 16              |
| Sferturi de finală | 2,5m €                                          | 8               |
| Semifinale         | 4m €                                            | 4               |
| Finalistă          | 5m €                                            | 1               |
| Câștigătoare       | 8m €                                            | 1               |

## Marketing

### Logo și slogan
Logoul oficial a fost dezvăluit pe 5 octombrie 2021, în timpul unei ceremonii de la Stadionul Olimpic din Berlin. Sigla ilustrează Trofeul Henri Delaunay cu 24 de felii colorate în jurul trofeului reprezentând cele 24 de națiuni participante, iar elipsa reflectă forma Stadionului Olimpic. În plus, fiecare dintre cele zece orașe gazdă are propriul logo unic, promovând următoarele atracții locale:
- Berlin: Poarta Brandenburg
- Köln: Catedrala din Köln
- Dortmund: Turnul U din Dortmund
- Düsseldorf: Schlossturm, Rheinkniebrücke⁠(d), Rheinturm⁠(d)
- Frankfurt pe Main: Römer⁠(d)
- Gelsenkirchen: Musiktheater im Revier⁠(d)
- Hamburg: Elbphilharmonie
- Leipzig: Monumentul Bătăliei Națiunilor
- München: Frauenkirche
- Stuttgart: Fernsehturm Stuttgart⁠(d)

Sloganul oficial al turneului este „United by Football. Vereint im Herzen Europas.” (Uniți de fotbal. Uniți în inima Europei) Sloganul a fost ales pentru a promova diversitatea și incluziunea.

### Minge

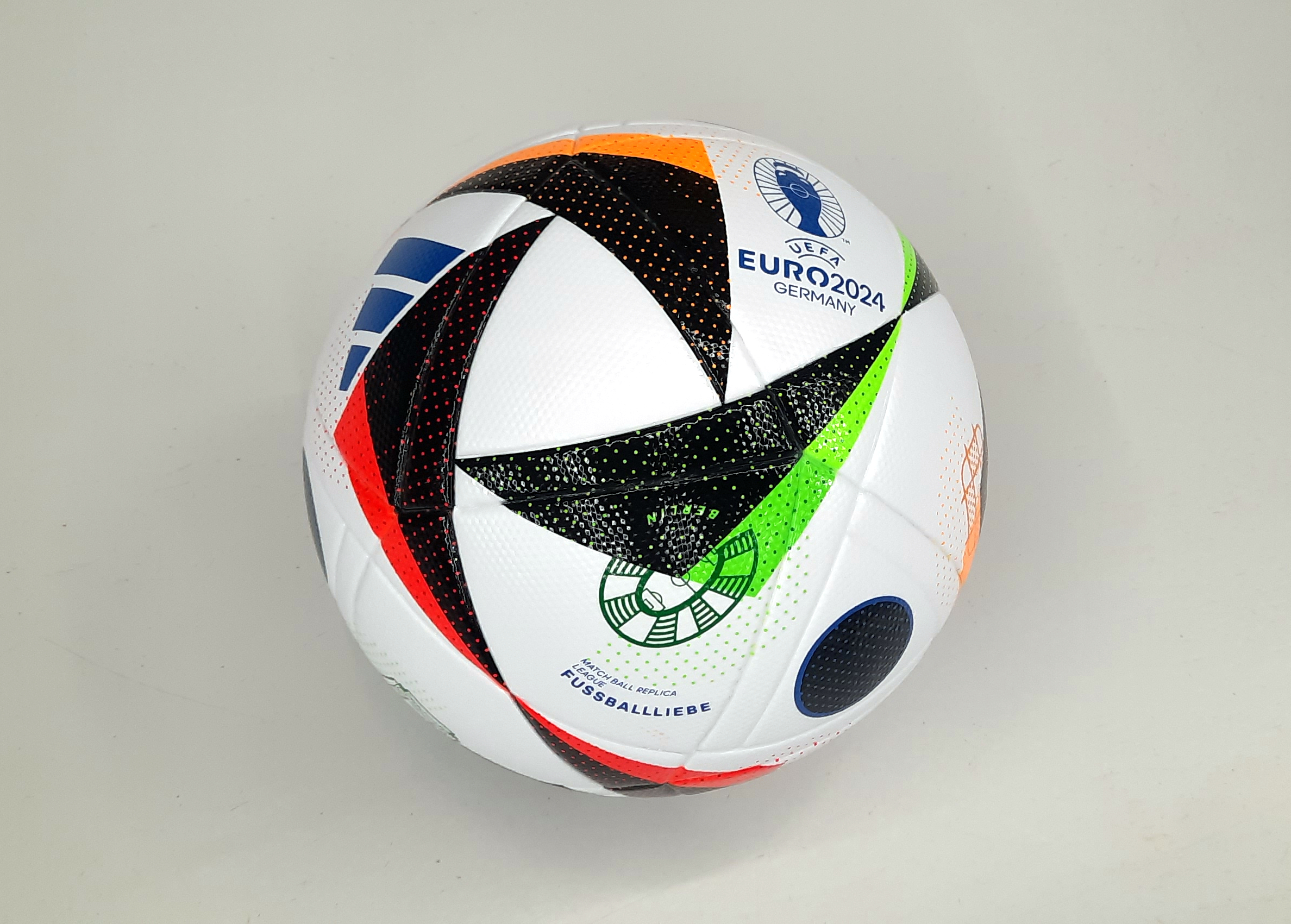
Mingea oficială

Adidas Fußballliebe (lit. Dragostea pentru fotbal) este mingea oficială.

### Mascotă

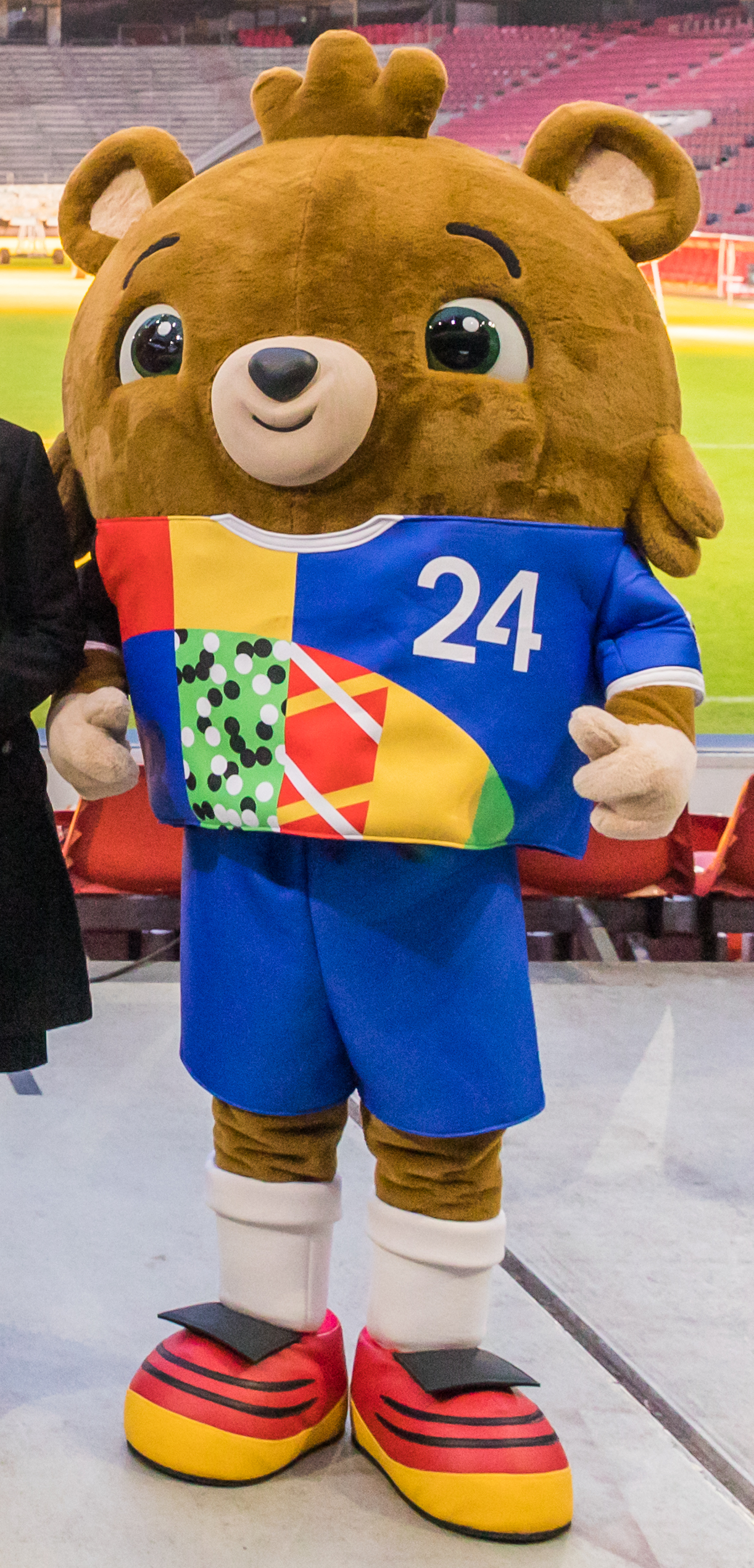
Mascota Albärt

Mascota campionatului este ursulețul Albärt.

### Sponsorizare[103]
| Sponsori internaționali |
| --- |
| - Adidas - Alipay - Atos - Engelbert Strauss - Lidl - vivo (Companie de tehnologie chinezească) - Betano - Booking - Aliexpress - BYD |

## Legături externe
Materiale media legate de Campionatul European de Fotbal 2024 la Wikimedia Commons
- en  Site web oficial